# Josafá Bulgak
Josafá Bulhak (em polonês/polaco:  Jozafat Ignacy Bułhak, em bielorrusso:  Язафа́т Ігна́т Булга́к; 20 de abril de 1758, Berestia, Voivodia de Brześć Litewski, Grão Ducado da Lituânia – 25 de fevereiro de 1838, São Petersburgo, Império Russo) foi um hierarca da Igreja uniata rutena na parte ocidental do Império Russo (Krai ocidental). Como chefe da Igreja, ele tinha o título de Metropolita de Kiev, Galícia e Toda a Rússia. Após sua morte, a Igreja uniata rutena foi absorvida pela Igreja Ortodoxa Russa, tornando-o o último chefe da confissão uniata no império russo.